# Lorenzo Schmid
Lorenzo „Lolo“ Schmid (* 18. Januar 1955 in Arosa) ist ein ehemaliger Schweizer Eishockeyspieler.

## Karriere
Der in Arosa aufgewachsene Lolo Schmid durchlief die gesamte Juniorenkarriere beim EHC Arosa. Auf die Saison 1971/72 hin wurde er als Stürmer in die erste Mannschaft berufen und entwickelte sich an der Seite von Sturmpartnern wie Guido Lindemann, Markus Lindemann oder Jöri Mattli rasch zu einer tragenden Stütze des Vereins. Nach Abschluss der Matura 1976 wechselte Schmid zum Zürcher SC und nahm in Zürich das Jurastudium auf, welches er 1983 abschloss.
Mit dem Zürcher SC durchlebte Lolo Schmid gemeinsam mit seinem Bruder Hansi Schmid sportlich durchzogene Zeiten: So stieg er zwischen 1981 und 1984 je zweimal von der Nationalliga B in die Nationalliga A auf und wieder ab. Auf die Saison 1984/85 hin wechselte er im Austausch mit Reto Sturzenegger zurück zu seinem Stammverein, mit welchem er 1985 Dritter der Schweizer Meisterschaft wurde. Nach dem freiwilligen Abstieg des EHC Arosa in die 1. Liga – welchen er mit grossem Einsatz bis zuletzt zu verhindern versuchte – wechselte Schmid noch für eine Saison zum EHC Chur, bevor er seine Sportkarriere beendete.
In der Nationalmannschaft, deren Captain er von 1984 bis 1986 war, bestritt Lolo Schmid diverse Länderspiele. Er ist bis heute der letzte Schweizer Eishockeyspieler, welcher als Mitglied eines Klubs aus der zweitobersten Spielklasse Aufnahme ins Nationalteam fand. Trotz seiner langen und erfolgreichen Karriere bei renommierten Teams konnte Schmid nie einen Meistertitel erringen.
Seit der Beendigung seiner Spielerkarriere betätigt sich Lolo Schmid als juristischer Berater des EHC Arosa und Rechtsanwalt in Arosa und Chur. Seit 1993 ist er zudem Verwaltungsratspräsident der Arosa Bergbahnen und seit 2007 Verwaltungsrat der Arosa Kulm Hotel AG. Von Oktober 2010 bis Ende 2020 amtete er – wie vor ihm bereits sein Vater und sein Grossvater väterlicherseits – als Gemeindepräsident von Arosa. 1999 kandidierte Schmid als Mitglied der CVP für den Nationalrat, in den er jedoch nicht gewählt wurde.